# Беч (місто)
Беч (пол. Biecz, нім. Beitsch) — місто в південно-західній Польщі.
Належить до Горлицького повіту Малопольського воєводства.

## Історія

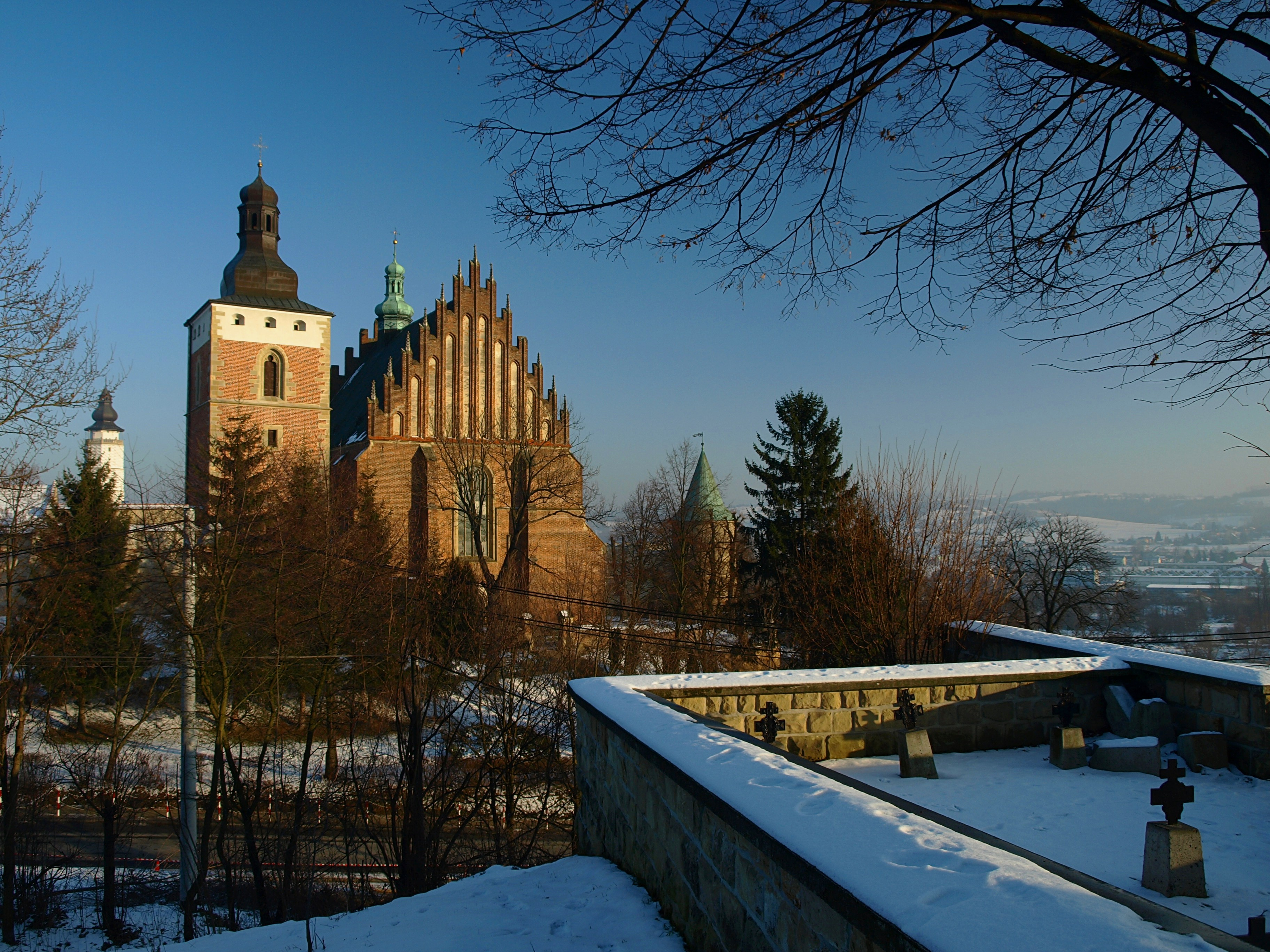
Костел Божого Тіла

Місто було центром Бєцького староства, а до 1920 р. — греко-католицького Бецького деканату Перемиської єпархії, який припинив існування внаслідок ополячення і латинізації місцевих українців, хоча греко-католики міста були прилучені до парохії Розділля Горлицького деканату.

## Відомі люди

### Народились
- Мартін Кромер — відомий польський історик

### Старости
- Пйотр Гербурт
- Вацлав Потоцький

### Каштеляни
- Фридерик Гербурт[5]

### Укостелі реформатівміста були поховані
- Вацлав Потоцький гербу Шренява — польський поет XVII cт.[6]
- Реміґіан Міхал Ґрохольський — полковник королівський, хорунжий брацлавський (епітафія з добрим портретом знаходилась в каплиці костелу Тухова коло Тарнова).[7]

## Демографія
Демографічна структура станом на 31 березня 2011 року:
|          | Загалом | Допрацездатний вік | Працездатний вік | Постпрацездатний вік |
| -------- | ------- | ------------------ | ---------------- | -------------------- |
| Чоловіки | 2277    | 451                | 1588             | 238                  |
| Жінки    | 2420    | 413                | 1443             | 564                  |
| Разом    | 4697    | 864                | 3031             | 802                  |